# West Monroe
|  | Per a altres significats, vegeu «West Monroe (Louisiana)». |

West Monroe és un poble al sud-est del comtat d'Oswego (Nova York, Estats Units) amb una població de 4.252 habitants al cens del 2010. els límits del poble travessen el llac Oneida, amb el límit sud del poble a la línia mitjana de marea alta a la costa sud del llac Oneida.
Segons l'oficina del Cens dels Estats Units la ciutat té una àrea total de 385 milles quadrades (1.000 km²), dels quals, 337 milles quadrades (870 km²) d'ell són terra i 48 milles quadrades (120 km²) d'ell (12,48%) és l'aigua.

## Demografia
Segons el cens del 2000 hi havia 4.428 persones, 1.579 cases, i 1.206 famílies que residien al poble. La densitat de població era de 131,3 persones per milla quadrada (50,7 hab. / km²). Hi havia 1.765 habitatges en una densitat mitjana de 52,3 per milla quadrada (20,2 / km²). La distribució racial del poble era d'un 97,38% de blancs, 0,14% afroamericans, 0,68% americans natius, 0,34% asiàtics, 0,02% illencs pacífics, 0,18% d'altres races, i un 1,26% de dues o més races. Els hispans o llatins de qualsevol raça eren un 0,36% de la població.
Hi havia 1.579 cases de les quals 39,0% tenien nens menors de 18 anys vivint-hi, el 61.9% eren parelles casades convivint, un 8,9% tenien un cap de família femení sense presència de marit i 23,6% no eren unitats familiars. Un 16,7% de totes les cases van ser compostos d'individus i un 5,0% tenien alguna persona de 65 anys o més. El nombre mitjà d'habitants per habitatge era de 2,80 i el nombre mitjà a les famílies era 3,16.
Per edats la població es repartia de 29.2% tenia menys de 18 anys, 7.0% entre 18 i 24, un 33,2% de 25 a 44, 23.4% a partir 45 a 64, i 7.2% eren majors de 65 anys o més. La mitjana d'edat va ser de 35 anys. Per cada 100 dones hi havia 108,8 homes. Per cada 100 dones de 18 anys o més, hi havia 105,4 homes.
La renda mitjana per casa a la ciutat era $ 42.043, i la renda mediana per família $ 47.019. Els homes tenien una renda mediana de 34.306 $ enfront de $ 25.489 per a les dones. La renda per capita de la població era 16.534 $. Sobre 9,6% de les famílies i el 11,8% de la població estava per sota del llindar de pobresa, incloent un 14,7% dels quals eren menors de 18 anys i 10,8% dels majors de 65 anys.